# Beni Malek
Beni Malek (franska: Beni Malek (CR), Beni Malek (Commune Rurale), arabiska: مولاي عبد القادر) är en kommun i Marocko.   Den ligger i provinsen Kénitra och regionen Rabat-Salé-Kénitra, i den norra delen av landet, 110 km nordost om huvudstaden Rabat. Antalet invånare är 43 282.